# Pfarrkirche Kleinwilfersdorf

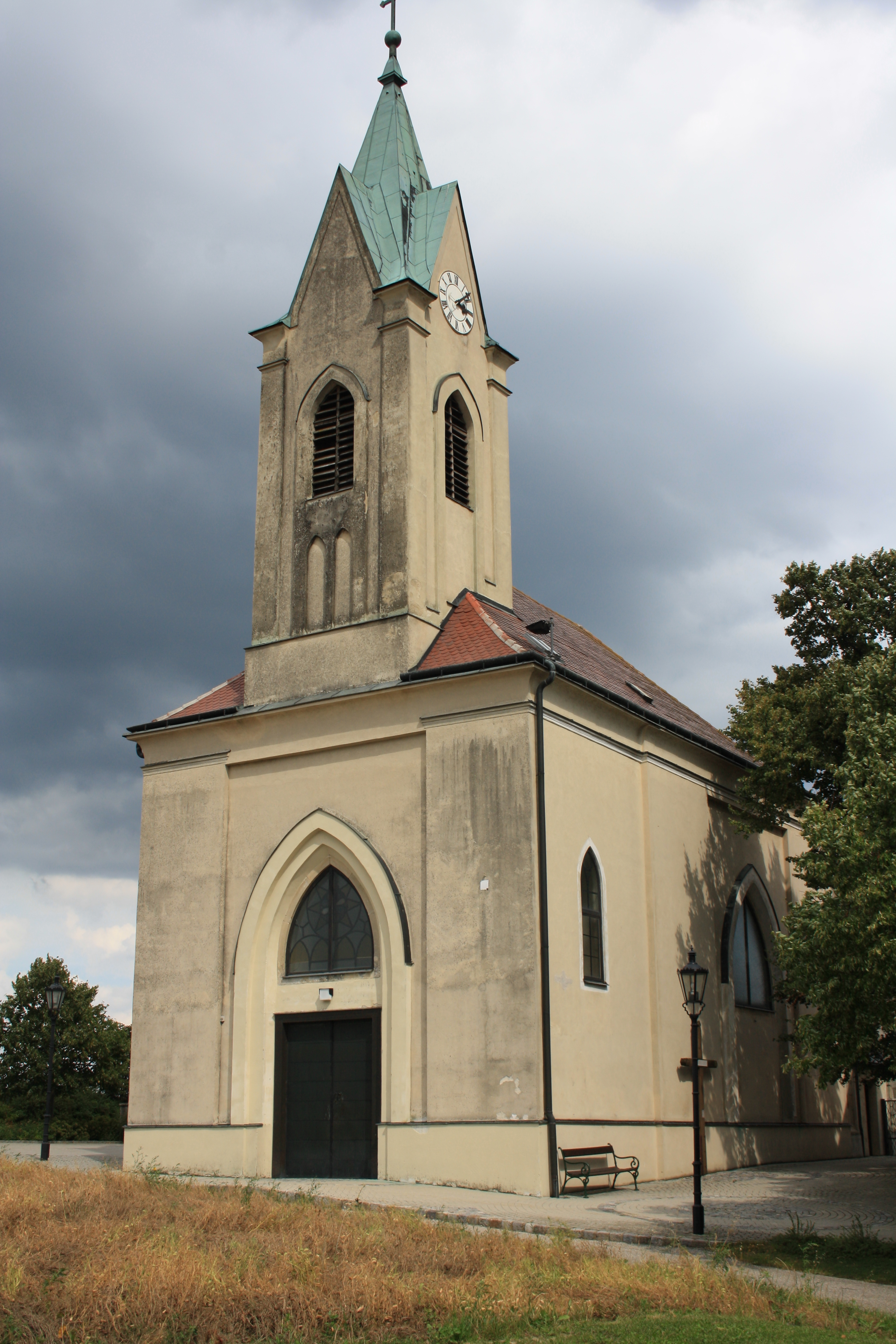
Katholische Pfarrkirche hl. Brictius in Kleinwilfersdorf

Die Pfarrkirche Kleinwilfersdorf steht im Ort Kleinwilfersdorf in der Gemeinde Leitzersdorf im Bezirk Korneuburg in Niederösterreich. Die dem Patrozinium hl. Brictius unterstellte römisch-katholische Pfarrkirche gehört zum Dekanat Korneuburg im Vikariat Unter dem Manhartsberg in der Erzdiözese Wien. Die Kirche steht unter Denkmalschutz (Listeneintrag).

## Geschichte
Die Pfarre wurde 1785 gegründet und umfasst die Ortschaft Kleinwilfersdorf und die Ortschaften Oberrohrbach und Unterrohrbach in der Gemeinde Leobendorf.
Der spätgotische Chor entstand in der zweiten Hälfte des 15. Jahrhunderts. Die heutige Langhaus und die Sakristei wurden 1838 erbaut.

## Architektur
Die erhöht im Norden über Kleinwilfersdorf am Ende einer Allee gelegene Pfarrkirche ist eine historisierende Saalkirche mit Fassadenturm mit einem spätgotischen Chor.
Langhaus und Turm sind durch eine umlaufende Traufkehle, breite Mauerbänder sowie durch Lunettenfenster mit mächtigen Spitzbogenumrahmungen am Hauptjoch und über dem Westportal einheitlich gegliedert. Am Westturm sind zwischen frei schließenden Eckpfeilern herausragende Spitzgiebel zu sehen. Der Turm verfügt außerdem über spitzbogige Schallfenster und einen Pyramidenhelm. Der eingezogene zweijochige spätgotische Chor hat einen Fünfachtelschluss, zweifach abgetreppte Strebepfeiler und am Polygon Spitzbogenfenster.
Das Kircheninnere zeigt ein Langhaus mit einem mächtigen quadratischen Hauptjoch mit einem steilen Kreuzgratgewölbe zwischen zwei kurzen etwas eingezogenen Jochen unter Spitztonnen. Die Holzempore steht auf zwei Säulen. Der eingezogene Triumphbogen ist spitzbogig. Der Chor unter einem Netzrippengewölbe auf Konsolen zeigt zwei Wappenschilde.

## Ausstattung
Der Hochaltar aus dem dritten Viertel des 18. Jahrhunderts ist ein marmoriertes Retabel mit Pfeilerflanken und einem Volutenauszug und wurde mit einer konkaven Schwingung in den Chorscheitel eingefügt, er trägt eine Nischenfigur Maria mit Kind aus dem späten 15. Jahrhundert und die Seitenfiguren der Heiligen Florian und Wendelin und zeigt im Auszugsmedaillon den Heiligen Brictius.
Die Orgel mit 8 Registern baute Ferdinand Molzer 1930.